# Lycium
- Commons
- Wikispecies

Lycium L. é um género botânico pertencente à família Solanaceae. Também são conhecidas por nomes comuns como espinho-de-caixo e espinho-do-deserto.

## Sinonímia
| - Cantalea Raf. - Evoista Raf. - Jasminoides Duhamel | - Oplukion Raf. - Panzeria J. F. Gmel. - Teremis Raf. |

## Espécies
| - Lycium afrum L. - Lycium andersonii A. Gray - Lycium barbarum L. - Lycium berlandieri Dunal - Lycium carolinianum Walter - Lycium cestroides Schltdl. - Lycium chilense Bertero - Lycium chinense Mill. - Lycium depressum Stocks | - Lycium europaeum L. - Lycium ferocissimum Miers - Lycium flexicaule Pojark. - Lycium horridum Thunb. - Lycium oxycarpum Dunal - Lycium pallidum Miers - Lycium ruthenicum Murray - Lycium shawii Roem. & Schult. |

- Lista completa

## Islão
No texto muçulmano Sahih Muslim, Livro 041, número 6985, a caixa de espinhos, ou Gharqad (em árabe), é descrita como "a árvore dos judeus". Aqui está a tradução do texto: "A última hora (Juízo final) não chegará até que os Muçulmanos lutem contra os Judeus e os Muçulmanos os matarão, até ao ponto em que os Judeus se esconderão atrás de uma rocha ou de uma árvore, e a rocha ou a árvore dirá: ‘Muçulmanos, ou servos de Alá, tem um Judeu atrás de mim; venha e o mate’; Mas a arvore Gharqad não dirá isso, porque ela é uma arvore dos Judeus.”

## Classificação do gênero
| Sistema | Classificação                      | Referência               |
| ------- | ---------------------------------- | ------------------------ |
| Linné   | Classe Pentandria, ordem Monogynia | Species plantarum (1753) |